# Политическая организация (Франция)
Полити́ческая организа́ция, ПО (фр. L'Organisation politique) — французская леворадикальная непартийная политическая организация маоистского толка, лидером которой является Ален Бадью.

## Краткая история и деятельность
Предшественником ПО был Союз коммунистов Франции (марксистов-ленинцев) (СКФ (м-л), L’Union des communistes de France marxiste-léniniste). СКФ (м-л) была учрежден в 1969 году маоистами, оппозиционными как «Пролетарской левой», так и Партии коммунистов марксистов-ленинцев Франции (ПКМЛФ), — двум другим маоистским организациям. Одним из основателей Союза и самым известным его членом был Ален Бадью, — профессор философии и лидер прокитайской фракции в Объединенной социалистической партии. По словам самого Бадью, причиной его интереса к маоизму было то, что «это политическое учение представлялось организующим нечто вроде непосредственной связи интеллектуалов с рабочими». 
В выпуске журнала Le Marxiste-Leniniste посвященном десятилетию деятельности СКФ (м-л)  говорится: «некоторые, услышав слово маоизм, считают, что мы пойдем за китайцами. Это полная ошибка. В отличие от некоторых групп (КПМЛ), мы абсолютно ничем не обязаны китайскому государству, и мы никогда не имели никакого контакта с ним. Китай никогда не был для нас образцом для подражания. Наши суждения коренятся в нашем собственном опыте. Наш собственный опыт заключается в соответствии с творческим применением марксизма-ленинизма к конкретным условиям революции во Франции. Конечно, мы живем уроками универсальности Культурной революции. В этом смысле мы обязаны китайскому пролетариату и его историческим лидерам».
Будучи ведущим теоретиком организации, Бадью проводит линию на критику школы Альтюссера, Делеза и Гваттари и «новых философов». Участие в самых острых и актуальных дискуссиях 1970-х годов придало идеологии СКФ (м-л) оригинальные черты.
В отличие от других маоистских организаций, СКФ (м-л) не провозглашал себя партией. Более того, официальное название организации звучало как Группа за учреждение Союза коммунистов Франции (марксистов-ленинцев) (фр. Groupe pour la Fondation de l’Union des communistes de France marxiste-léniniste). Однако первые слова в названии обычно опускались. Члены Союза считали, что пока нет массового движения, они не имеют оснований называть себя партией, как это делала, например, ПКМЛФ.
Позитивно оценивая китайский опыт и Культурную революцию, Союз, тем не менее, не поддерживал всецело курс китайского правительства. Например, организация не поддержала изменение курса правительства Китая после смерти Мао и осуждение «Банды четырех». Также, в отличие от, например, ПКМЛФ, группа Бадью считала французскую внешнюю политику империалистической, даже если она в чем-то и входила в противоречие с политикой США.
Работая на промышленных предприятиях, Союз отказывался взаимодействовать с профсоюзными структурами. Организации строились по принципу коммунистических ячеек (фр. noyoux communistes ouvriers). Все время своего существования группа придерживалась антипарламентской тактики, и не участвовала в выборах.
В 1985 году, после прекращения деятельности Союза, Бадью совместно с Сильвеном Лазарю и Наташей Мишель основал группу Политическая организация, которой они руководят и поныне. Организация ориентированна на действия вне системы парламентской демократии. Одним из важных аспектов деятельности ПО является иммиграционная политика. Организация выступает за права нелегальных иммигрантов. Большое внимание к этому вопросу уже в конце 1960-х годов отличало СКФ (м-л) от других маоистских групп.
Творчество Алена Бадью составляет идеологическую основу ПО.